# Дламини, Макосини
Принц Макосини Джахесо Дламини (англ. Makhosini Jaheso Dlamini; 1914, Энлетшени, протекторат Свазиленд — 28 апреля 1978, Мбабане, Свазиленд) — свазилендский государственный деятель, премьер-министр Свазиленда (1967—1976), старший сын короля Свазиленда Собхузы II.

## Биография
После обретения Свазилендом независимости от Великобритании в 1968 году, был назначен премьер-министром Свазиленда и одновременно занимал пост министра иностранных дел (1968—1970). Являлся лидером монархического Национального движения Имбокодво, однако в 1973 году король Собхуза II распустил парламент и запретил все политические партии.